# Cupido alsoides
Cupido alsoides är en fjärilsart som beskrevs av Gerhard 1853. Cupido alsoides ingår i släktet Cupido och familjen juvelvingar. Inga underarter finns listade i Catalogue of Life.